# Jalpan de Serra
Jalpan de Serra é um município do estado de Querétaro, no México. A cidade é sede principal da região Sierra Gorda. Tem um aeródromo, usado principalmente para voos do governo do estado. É o lar de uma das Missões Franciscanas declarada Patrimônio Mundial pela UNESCO no ano de 2003.

## Origem do Nome
Jalpan vem de Xalpa é uma palavra nahuatl que significa "lugar de areia", é derivado de Xall=areia e Pan=sobre e Sierra é "serra", Jalpan de Sierra = "Lugar de areia sobre a serra".

## Escudo
O escudo de armas deste município contém em sua simbologia a história de sua fundação, realizada no dia 21 de abril de 1744, pelo capitão José de Escandón y Helguera, também da idolatría, evangelização e pacificação dos índios, mescla de duas culturas, construção de dois templos guiados pela Ordem dos Franciscanos.  
Tudo isso se encontra representado em quatro elementos: o primeiro, "a idolatria" que está representada pela deusa Cachúm talhada em pedra; o segundo "a espada e o escudo de braços cruzados", representando a pacificação e evangelização por Escandón e o príncipe dos missionários frei Junípero Serra; o terceiro; "águila bicéfala devorando uma serpente" cujo significado seria a fusão de duas raças, espanhola e chichimeca; e o quarto e último elemento que simboliza a construção de duas Missões, Santiago de Jalpan e Tancoyol.

## História
Os primeros povos dstas terras eram de origem olmeca, a partir do século XIII, os pames entraram em contato com as populações locais aprendendo a cultivar as terras.
Jalpan tem uma origem desde da época pré-hispânica, devido à existência de importantes sítios arqueológicos nas proximidades, bem como o testemunho dos missionários franciscanos, e em especial a de frei Junípero Serra, que é considerado colonizador e pacifista índigena Pame, que viveu e dominaram a região desde antes do século XIII. 
Durante a época pré-hispânica e início do século XV, e princípio do século XVI viveram em diversas aldeias da cidade, grupos de "Mateco", pertencente à cultura mesoamericana da zona costeira do sul que compartilhavam fronteiras e estilos de vida com pames; também encontraram traços de influência asteca.
Nos primeiros tempos da Nova Espanha os pames sofrem relativa  aculturação, tribos como huastecos instaladas na Sierra Gorda, existindo algumas localidades como Tancoyol e Tangojo. 
Em 1522 o conquistador espanhol Hernán Cortés conquista huasteca entrando por Coxcatlán, funda Santiesteban del Puerto, em Pánuco, e da os repartimentos encomiendas a seus soldados, adjuditando para si Tatuin e Oxotipa; dependendo desta última Jalpan, Tancoyol e outros povoados da serra.
Em 1743, José de Escandón início a pacificação militar da região derrotando os chichimecas na batalha o morro do crescente vermelho. Logo depois que os missionários começaram a introduzir a cultura de trabalho social e espiritualidade para o povo.
Jalpan foi fundada em 1744 como uma missão franciscana no âmbito do Colégio Apostólico de San Fernando, com o apoio de José Escandón, que causou a expulsão dos eremitas de Santo Agostinho, que tinham servido a partir de 1557 Jalpan;  sofrimento rebeliões dos pames rebeliões de 1569 e 1587, elegendo como missão em 1608.
Já na época da independência mexicana, em Jalpan surge um forte movimento insurgente, comandado pelo capitão Elosúa, mas o exército realista os derrota em 1819, são queimadas as casas e bodegas do povoado, ficando em ruínas. Em 1880, é construído uma estrada de terra que leva à capital, feito que gerou um grande desenvolvimento econômico para a zona.
Ao se consumar a independência e de acordo com as alterações provenientes do Soberano Congresso Constituinte do México, o Primeiro Congresso de Querétaro, em 12 de agosto de 1825, dividiu o território de Querétaro, em seis municípios de capitais Jalpan, San José de los Amoles , San Pedro Escobedo, Landa, Arroyo Seco e Nossa Senhora de Guadalupe Ahuacatlán.
Em 1904, Jalpan de Serra foi reconhecida como cidade, e desde 1962, tem mantido um crescimento econômico, com energia elétrica, água potável e estradas pavimentadas. Em 1919 o estado sendo governado por C.A. Araujo, Jalpan torna-se um município.
Mais antes desse fato em 1910 movimento revolucionário, alcança sua expresão em Jalpan com a atividade de Herminio Olvera, que formava um grupo em apoio de Francisco I. Madero chamado “Club Aquiles Serdán”, mesmo que presidiu Policarpo Olvera. Existiram revolucionários jalpenses que combateram os huertistas em 1913, como o coronel de la Peña, Conrado Hernández, Julián Malo Juvera e o general Lucio Olvera, entre 1914 e 1924.

## Geografia
A Jalpan de Serra Jalpan está localizado no norte do estado de Querétaro, entre as coordenadas geográficas 21º 03' e 21º 39' de latitude norte e 99º 10' e 99º 26' de longitude oeste, a altitudes entre 400 e 1800 m.
É limite a norte pelo estado de San Luis Potosí, no sul do município de San Joaquín, a leste pelo município de Landa de Matamoros e oeste pelos municípios de Pinal de Amoles e Arroyo Seco, e o estado de Hidalgo. Tem uma área de 1.121 km², com 9,5% da área total do estado de Querétaro. 

### Topografia
No município existem duas principais formas de relevo da terra: zonas montanhosas, que cobrem 12% da área total e áreas relativamente planas, em apenas 10% do total. A topografia e abundância de solos rasos determinou que 90% do seu território não pode ser dedicado à agricultura. No entanto, esses solos são adequados para uso de animais em suas diversas formas. 

### Hidrografia
O território municipal se beneficia pela bacia hidrafica do rio Pánuco, e sistema pluvial do rio Santa María; nesta zona o aproveitamento das correntes é quase nulo.

### Clima
As características climáticas da Jalpan de Serra, promove o desenvolvimento econômico deste lugar principalmente no setor primário, no município é dominada pelo clima ameno e úmido com chuvas no verão e temperatura média anual de cerca de 24ºC, com precipitação média 887 milímetros por ano e com uma altitude de 680 metros.
| Dados climatológicos para Jalpan de Serra         | Dados climatológicos para Jalpan de Serra | Dados climatológicos para Jalpan de Serra | Dados climatológicos para Jalpan de Serra | Dados climatológicos para Jalpan de Serra | Dados climatológicos para Jalpan de Serra | Dados climatológicos para Jalpan de Serra | Dados climatológicos para Jalpan de Serra | Dados climatológicos para Jalpan de Serra | Dados climatológicos para Jalpan de Serra | Dados climatológicos para Jalpan de Serra | Dados climatológicos para Jalpan de Serra | Dados climatológicos para Jalpan de Serra | Dados climatológicos para Jalpan de Serra |
| Mês                                               | Jan                                       | Fev                                       | Mar                                       | Abr                                       | Mai                                       | Jun                                       | Jul                                       | Ago                                       | Set                                       | Out                                       | Nov                                       | Dez                                       | Ano                                       |
| ------------------------------------------------- | ----------------------------------------- | ----------------------------------------- | ----------------------------------------- | ----------------------------------------- | ----------------------------------------- | ----------------------------------------- | ----------------------------------------- | ----------------------------------------- | ----------------------------------------- | ----------------------------------------- | ----------------------------------------- | ----------------------------------------- | ----------------------------------------- |
| Temperatura máxima média (°C)                     | 19                                        | 20                                        | 24                                        | 26                                        | 28                                        | 27                                        | 26                                        | 26                                        | 25                                        | 23                                        | 21                                        | 19                                        | 24                                        |
| Temperatura mínima média (°C)                     | 10                                        | 11                                        | 13                                        | 17                                        | 19                                        | 19                                        | 19                                        | 18                                        | 18                                        | 16                                        | 13                                        | 11                                        | 15                                        |
| Precipitação (mm)                                 | 46                                        | 32                                        | 127                                       | 140                                       | 153                                       | 405                                       | 413                                       | 411                                       | 453                                       | 211                                       | 67                                        | 51                                        | 887                                       |
| Fonte: Servicio Meteorológico Nacional 22/09/2009 |                                           |                                           |                                           |                                           |                                           |                                           |                                           |                                           |                                           |                                           |                                           |                                           |                                           |